# Delineavit
Delineavit, del. (łac. narysował) – formułka (wyrażenie lub skrót) stawiana czasami przez twórców rycin i rysunków, w podpisie dzieła, obok własnego nazwiska.
Podobnie stosowane formułki to: pinxit (u malarza i grafika) oraz sculpsit (u rytownika).